# Орлянка (Харьковская область)
Орлянка (укр. Орлянка; до 2009 года — посёлок Орлянское; укр. Орлянське) — село в Ягодненском сельском совете Купянского района Харьковской области Украины.

## Географическое положение
Орлянка находится у истоков реки Кобылка. На реке несколько запруд.
На расстоянии 1 км расположено село Николаевка.

## История
- 1935 — дата основания.

В 2009 году посёлок Орлянское был переименован в село Орлянка .

## Население
Население по переписи 2001 года составляло 185 (79/106 м/ж) человек.

## Экономика
- Молочно-товарная, птице-товарная и свино-товарная ферма.

## Объекты социальной сферы
- Фельдшерско-акушерский пункт.